# Ошурга
Ошурга (мар. Ошӱргӧ) — деревня в Медведевском районе Республики Марий Эл. Входит в состав Пекшиксолинского сельского поселения.

## География
Находится на расстоянии приблизительно 5 км на запад по прямой от северо-западной окраины города Йошкар-Ола.

## История
Известна с 1723 года как деревня из 20 дворов, где проживало 109 мужчин, в 1796 году оставалось дворов — 5, жителей 23. В советское время работали колхозы «Первый ударник» и «Дружба».

## Население
Население составляло 225 человек (мари 77 %) в 2002 году, 280 в 2010.